# لانزن-شوناو
لانزن-شوناو (به آلمانی: Lansen-Schönau) یک منطقهٔ مسکونی در آلمان است که در Seenlandschaft Waren واقع شده‌است. لانزن-شوناو ۴۵۹ نفر جمعیت دارد.